# 樋口陽一
樋口 陽一（ひぐち よういち、1934年9月10日 - ）は、日本の法学者。専門は憲法。学位は法学博士（東北大学・1964年）。東北大学名誉教授、東京大学名誉教授、日本学士院会員、日仏会館名誉理事長。
東北大学法学部教授、東京大学法学部教授、上智大学法学部教授、上智大学社会正義研究所所長、早稲田大学法学部特任教授などを歴任した。清宮四郎門下。弟子に渡邊康行、山元一、石川健治、蟻川恒正、毛利透など。

## 来歴
宮城県仙台市出身。仙台第一高等学校卒業後、東北大学法学部法学科入学。英語、ドイツ語、フランス語、ラテン語等の語学に堪能で、それを生かして比較憲法学に取り組んだ。東北大学より法学博士、パリ第2大学（パンテオン・アサス）より名誉博士を授与される。
東北大学法学部教授を経て、1980年に東京大学法学部の教授に就任、憲法や国法学を講じた。退官後、上智大学法学部教授、また2005年3月まで早稲田大学法学部特任教授を歴任した。立憲デモクラシーの会の共同代表も務めた。日本学士院賞受賞。東北大学や東京大学より名誉教授の称号を授与されており、日本学士院会員にも選任された。

## 人物
- 妻は社会学者で元東北福祉大学教授の樋口晟子（）[14][15]。
- 一橋大学名誉教授の杉原泰雄や名古屋大学名誉教授の長谷川正安と国民主権論争を行った。
- 樋口との共著もある作家井上ひさしは、仙台第一高等学校の同級生である。また、長年親交があった俳優菅原文太は、同じ仙台一高で1年上の先輩にあたる[16]。

## 年譜
- 1953年03月 - 宮城県仙台第一高等学校卒業
- 1957年03月 - 東北大学法学部卒業
- 1960年10月 - フランス政府給費留学生としてパリ大学に留学（1962年7月まで[15]）[6][17]
- 1964年
  - 3月 - 東北大学大学院法学研究科博士課程修了（博士論文題目は『憲法のいわゆる政治学的考察について』）。
  - 4月 - 東北大学法学部講師
- 1965年04月 - 東北大学法学部助教授
- 1971年07月 - 東北大学法学部教授（比較外国憲法講座）
- 1973年04月 - 東北大学評議員（1975年3月まで）
- 1980年10月 - 東京大学法学部教授（国法学講座、のち憲法第二講座、憲法第一講座）
- 1981年09月 - 国際憲法学会(IACL/AIDC)（wikidata）創設委員[18][19]
- 1984年07月 - 東京大学評議員（1986年7月まで）
- 1988年 - パリ第2大学名誉博士[10]
- 1995年
  - 3月 - 東京大学退官
  - 4月 - 上智大学法学部教授、東北大学名誉教授
  - 5月 - 東京大学名誉教授
- 1999年04月 - 上智大学社会正義研究所所長
- 2000年
  - 3月 - 上智大学退職
  - 4月 - 早稲田大学法学部特任教授
  - 12月 - 日本学士院会員[13][20]
- 2005年03月 - 早稲田大学退職
- 2007年04月 - 日仏会館理事長（2010年10月まで）[21][22]

## 賞歴
- 1975年6月 日本学士院賞（『近代立憲主義と現代国家』）[23][24]

## 栄典
- 2011年2月 レジオンドヌール勲章（オフィシエ（wikidata））[6]

## 門下生
- 石川健治（東京大学教授）
- 蟻川恒正（日本大学法科大学院教授、元東京大学教授）
- 毛利透（京都大学教授）
- 渡邉康行（一橋大学名誉教授）
- 山元一（慶應義塾大学教授）
- 遠藤比呂通（弁護士、元東北大学助教授）

## 著書

### 単著
- 『近代立憲主義と現代国家』（勁草書房、1973年／新装版、2016年）
- 『議会制の構造と動態』（木鐸社、1973年）
- 『現代法律学全集(36) 比較憲法』（青林書院新社、1977年／改訂版、1984年／全訂第三版、1992年）
- 『現代民主主義の憲法思想――フランス憲法および憲法学を素材として』（創元社、1977年）
- 『司法の積極性と消極性――日本国憲法と裁判』（勁草書房、1978年）
- 『比較のなかの日本国憲法』（岩波書店［岩波新書］、1979年）
- 『近代憲法の思想』（NHKサービスセンター［NHK『大学講座』テキスト］、1980年）
- 『権力・個人・憲法学――フランス憲法研究』（学陽書房、1989年）
- 『憲法概論』（放送大学教育振興会、1989年）
- 『自由と国家――いま「憲法」のもつ意味』（岩波書店［岩波新書］、1989年）
- 『ほんとうの自由社会とは――憲法にてらして』（岩波書店［岩波ブックレット］、1990年）
- 『もういちど憲法を読む』（岩波書店、1992年）
- 『憲法』（創文社、1992年／改訂版、1998年／第三版、2007年／勁草書房、第四版[注釈 2]、2021年／第五版〈印刷準備中〉[25]）
- 『何を読みとるか――憲法と歴史』（東京大学出版会、1992年）
- 『憲法入門』（勁草書房、1993年／改訂版、1997年／三訂版、2002年／四訂版、2008年／五訂版、2013年／六訂版、2017年）
- 『近代国民国家の憲法構造』（東京大学出版会、1994年）
- 『近代憲法学にとっての論理と価値――戦後憲法学を考える』（日本評論社、1994年）
- 『「普通の国」を超える憲法と「普通の国」すら断念する改憲論』（かもがわ出版、1995年）
- 『転換期の憲法？』（敬文堂、1996年）
- 『人権（一語の辞典）』（三省堂、1996年）
- 『現代法律学全集(2)[注釈 3] 憲法I』（青林書院、1998年）
- 『憲法と国家――同時代を問う』（岩波書店［岩波新書］、1999年）
- 『先人たちの「憲法」観――“個人”と“国体”の間』（岩波書店［岩波ブックレット］、2000年）
- 『個人と国家――今なぜ立憲主義か』（集英社［集英社新書］、2000年）
- 『憲法 近代知の復権へ』（東京大学出版会、2002年／平凡社ライブラリー版、2013年）
- 『国法学――人権原論』（有斐閣、2004年／補訂版、2007年）
- 『Constitution, idée universelle, expressions diversifiées』（フランス比較立法学会（フランス語版）、2006年、ISBN 978-2-9081-9942-0）[注釈 4]
- 『日本国憲法――まっとうに議論するために』（みすず書房、2006年 [改訂新版]2015年）
- 『「共和国」フランスと私――日仏の戦後デモクラシーをふり返る』（柘植書房新社、2007年）
- 『ふらんす――「知」の日常をあるく』（平凡社、2008年）
- 『憲法という作為――「人」と「市民」の連関と緊張』（岩波書店、2009年）
- 『いま、「憲法」は時代遅れか――〈主権〉と〈人権〉のための弁明（アポロギア）』（平凡社、2011年）
- 『いま、「憲法改正」をどう考えるか――「戦後日本」を「保守」することの意味』（岩波書店、2013年）
- 『加藤周一と丸山眞男――日本近代の〈知〉と〈個人〉』（平凡社、2014年）
- 『時代と学問と人間と――追想のなかの恩師・知友たち』（青林書院、2017年）
- 『抑止力としての憲法――再び立憲主義について』（岩波書店、2017年）
- 『リベラル・デモクラシーの現在――「ネオリベラル」と「イリベラル」のはざまで』（岩波書店［岩波新書］、2019年）
- 『Valeurs et technologie du droit constitutionnel』（フランス比較立法学会（フランス語版）、Droits étrangers 17巻、2022年、ISBN 978-2-3651-7120-5）[注釈 5]

### 共著
- （深瀬忠一）『Le Constitutionnalisme et ses problèmes au Japon――une approche comparative』（フランス大学出版局、1984年、ISBN 978-2-13-038597-4）[注釈 6]
- （佐藤幸治、中村睦男、浦部法穂）『注釈日本国憲法』（青林書院新社、1984年-1988年）
- （大須賀明）『日本国憲法資料集』（三省堂、1985年）
- （佐藤幸治、高橋和之、阪本昌成、戸波江二、竹中勲）『考える憲法』（弘文堂、1988年）
- （栗城壽夫）『現代憲法体系(11) 憲法と裁判』（法律文化社、1988年）
- （山内敏弘、辻村みよ子、篠原一）『憲法判例を通して見た戦後日本』（新地書房、1990年）
- （クリスチャン・ソテール（フランス語版））『L'Etat et l'individu au Japon』（Éditions de l'EHESS（wikidata）、1990年、ISBN 978-2-7132-0958-1）[注釈 7]
- （山内敏弘、辻村みよ子）『憲法判例を読みなおす――下級審判決からのアプローチ』（日本評論社、1994年、改訂版1999年）
  - （山内敏弘、辻村みよ子、蟻川恒正）『新版 憲法判例を読みなおす――下級審判決からのアプローチ』（日本評論社、2011年）
- （井上ひさし）『「日本国憲法」を読み直す』（講談社、1994年／講談社文庫、1997年／岩波現代文庫、2014年）
- （加藤周一）『時代を読む――「民族」「人権」再考』（小学館、1997年／岩波現代文庫、2014年）
- （加藤周一、井上ひさし、水島朝穂）『暴力の連鎖を超えて――同時テロ、報復戦争、そして私たち』（岩波ブックレット、2002年）
- （佐藤幸治、中村睦男、浦部法穂）『注解法律学全集(1)～(4) 憲法I～IV』（全4巻、青林書院、1994年-2004年）
- （レジス・ドゥブレ、三浦信孝、水林章）『思想としての〈共和国〉――日本のデモクラシーのために』（みすず書房、2006年、増補新版（水林彪が共著参加）、2016年）
- （愛敬浩二、杉田敦）『対論 憲法を／憲法から ラディカルに考える』（法律文化社、2008年）
- （ジャン＝ピエール・シュヴェーヌマン、三浦信孝）『〈共和国〉はグローバル化を超えられるか』（平凡社新書、2009年）
- （奥平康弘、小森陽一）『安倍改憲の野望――この国はどこへ行くのか』（かもがわ出版、2013年、増補版、2014年）
- （小林節）『「憲法改正」の真実』（集英社新書、2016年）
- （石川健治、蟻川恒正、宍戸常寿、木村草太）『憲法を学問する――憲法と、真に向き合うために』（有斐閣、2019年）
- （聞き手蟻川恒正）『戦後憲法史と並走して』（岩波書店、2024年）

### 編著
- 『ホーンブック憲法』（北樹出版、学文社（発売）、1993年／改訂版、2003年）
- 『憲法概論［改訂版］』（放送大学教育振興会、1993年）
- 『講座・憲法学』（日本評論社、1994年-1995年）
- 『Five Decades of Constitutionalism in Japanese Society』 (University of Tokyo Press、2001年)
- 『憲法と国家の理論』[注釈 8]（講談社［講談社学術文庫］、2021年）

### 共編著
- （佐藤幸治）『基礎法学体系(2)入門編・憲法の基礎』（青林書院新社、1975年）
- （針生誠吉）『文献選集日本国憲法(15)各国憲法論』（三省堂、1977年）
- （岡田与好・広中俊雄）『世良教授還暦記念（下）社会科学と諸思想の展開』（創文社、1977年）
- （森泉章、室井力）『現代法の諸領域と憲法理念――小林孝輔教授還暦記念論集』（学陽書房、1983年）
- （外尾健一）『人権と司法――斎藤忠昭弁護士追悼』（勁草書房、1984年）
- （稲田陽一）『憲法の科学的考察――上野裕久教授退官記念』（法律文化社、1985年）
- （望月礼二郎、安藤次男）『法と法過程――社会諸科学からのアプローチ・広中俊雄教授還暦記念論集』（創文社、1986年）
- （吉田善明）『解説世界憲法集』（三省堂、1988年／改訂版、1991年／第3版、1994年）
- （野中俊彦）『憲法学の展望――小林直樹先生古稀祝賀』（有斐閣、1991年）
- （高橋和之）『現代立憲主義の展開――芦部信喜先生古稀祝賀』（有斐閣、1993年）
- （大須賀明）『憲法の国会論議――日本国憲法資料集 憲法論議編』（三省堂、1994年）
- （森英樹、高見勝利、辻村みよ子）『憲法理論の50年』（日本評論社、1996年）
- （杉原泰雄）『日本国憲法50年と私』（岩波書店、1997年）
- （深瀬忠一）『恒久世界平和のために――日本国憲法からの提言』（勁草書房、1998年）
- （小林善彦）『人権は「普遍」なのか――世界人権宣言の50年とこれから』（岩波書店［岩波ブックレット］、1999年）
- （大須賀明、栗城壽夫、吉田善明）『三省堂憲法辞典』（三省堂、2001年）
- （上村貞美、戸波江二）『日独憲法学の創造力――栗城壽夫先生古稀記念（上・下）』（信山社、2003年）
- （森英樹、高見勝利、辻村みよ子）『国家と自由――憲法学の可能性』（日本評論社、2004年）
- （森英樹、高見勝利、辻村みよ子、長谷部恭男）『国家と自由・再論』（日本評論社、2012年）
- （山口二郎）『安倍流改憲にNOを！』（岩波書店、2015年）
- （中島徹、長谷部恭男）『憲法の尊厳――奥平憲法学の継承と展開』（日本評論社、2017年）
- （蟻川恒正、木庭顕）『憲法の土壌を培養する』（日本評論社、2022年）

### 訳書
- （小田滋共訳）ミルキヌ＝ゲツェヴィチ（英語版）『憲法の国際化――国際憲法の比較法的考察』（有信堂、1964年） doi:10.11501/3005585
- （深瀬忠一共訳）M・デュヴェルジェ『社会科学の諸方法』（勁草書房、1968年） doi:10.11501/2986995
- カール・シュミット『現代議会主義の精神史的状況 他一篇』（岩波文庫、2015年）

## 論文
- 「日本憲法学における「科学」と「思想」」（『法哲学年報』 1982年 1981巻 pp.1-16, doi:10.11205/jalp1953.1981.1, 日本法哲学会）
- 「“Human Rights”と“droits de l'homme”の含意をめぐって――広義の人権と狭義の「人」権」（『日本學士院紀要』 2002年 57巻 2号 pp.47-63, doi:10.2183/tja1948.57.47, 日本学士院）
- 「法が歴史を書く？――最近のフランスの事例に即して」（『日本學士院紀要』 2007年 62巻 2号 pp.215-235, doi:10.2183/tja.62.2_215, 日本学士院）
- 「「立憲主義」と「憲法制定権力」：対抗と補完――最近の内外憲法論議の中から」（『日本學士院紀要』 2015年 69巻 3号 pp.105-128, doi:10.2183/tja.69.3_105, 日本学士院）
- 「第五共和制のlégiste vs 第三帝国のKronjurist？――ルネ・カピタン（1901-70）とカール・シュミット（1888-1985）：二つの才能の交叉と乖離」（『日本學士院紀要』 2016年 71巻 1号 pp.17-39, doi:10.2183/tja.71.1_17, 日本学士院）
- 「清宮憲法と宮沢憲法――日本憲法学における私の二師」（『日本學士院紀要』 2021年 75巻 2号 pp.103-120, doi:10.2183/tja.75.2_103, 日本学士院）